# Satoshi Hida
Satoshi Hida (飛弾 暁 Hida Satoshi?), född 18 april 1984 i Mie prefektur, är en japansk före detta fotbollsspelare.
Hida började sin karriär 2003 i Kawasaki Frontale. 2008 flyttade han till Vegalta Sendai. Efter Vegalta Sendai spelade han för Albirex Niigata Singapore, Zweigen Kanazawa och Veertien Kuwana. Han avslutade karriären 2014.